# یونجه باغی
یونجه باغی (نام علمی: Coronilla) نام یک سرده از تیره باقلاییان است.